# Michał Pazdan
Michał Pazdan (Cracovia, 21 de septiembre de 1987) es un futbolista internacional polaco que juega de defensa en el Wieczysta Kraków de la I Liga de Polonia.

## Trayectoria
Michał Pazdan comenzó su carrera futbolística en el Hutnik Kraków de su ciudad natal, siendo ascendido al primer equipo en la temporada 2003-04. En 2007 se uniría al Górnik Zabrze por cinco temporadas, aunque debutaría en la Ekstraklasa con el Jagiellonia Białystok el 14 de septiembre de 2012 en un partido contra el Polonia Bytom. Disputaría un total de 19 partidos para el club, 17 de ellos como titular. El 24 de junio de 2015 firmó por el Legia de Varsovia hasta 2019. En el mercado de invierno de la temporada 2018-19, se marchó traspasado al Ankaragücü de la Superliga de Turquía. Allí jugó durantes dos campañas y media, regresando al Jagiellonia Białystok en julio de 2021. Esta segunda etapa en el club duró dos años y en 2023 fichó por el Wieczysta Kraków.

## Selección nacional
Ha sido internacional con la selección de fútbol de Polonia en 38 ocasiones. Su debut como internacional se produjo el 15 de diciembre de 2007 en un partido contra Bosnia-Herzegovina en el que su equipo se impuso por un gol a cero. 
Fue convocado para participar en la Eurocopa de Austria y Suiza de 2008, aunque no llegó a disputar ningún partido en ese torneo.

## Clubes
| Club                  | País    | Año       |
| --------------------- | ------- | --------- |
| Hutnik Kraków         | Polonia | 2004-2007 |
| Górnik Zabrze         | Polonia | 2007-2012 |
| Jagiellonia Białystok | Polonia | 2012-2015 |
| Legia de Varsovia     | Polonia | 2015-2019 |
| Ankaragücü            | Turquía | 2019-2021 |
| Jagiellonia Białystok | Polonia | 2021-2023 |
| Wieczysta Kraków      | Polonia | 2023-     |

## Palmarés

### Títulos nacionales
| Título          | Club              | País    | Año     |
| --------------- | ----------------- | ------- | ------- |
| Copa de Polonia | Legia de Varsovia | Polonia | 2015-16 |
| Ekstraklasa     | Legia de Varsovia | Polonia | 2015-16 |
| Ekstraklasa     | Legia de Varsovia | Polonia | 2016-17 |
| Copa de Polonia | Legia de Varsovia | Polonia | 2017-18 |
| Esktraklasa     | Legia de Varsovia | Polonia | 2017-18 |